# Helyettesítő termékek
A mikroökonómiában a helyettesítő termékek olyan javak, amelyek ugyanarra a célra használhatók a fogyasztók által. Ez azt jelenti, hogy a fogyasztó mindkét javat hasonlónak vagy összehasonlíthatónak érzékeli, így ha egy jószágból több van, az kevesebb vágyat ébreszt a másik jószág iránt. A kiegészítő javakkal és a független javakkal ellentétben a helyettesítő javak gazdasági feltételek változása miatt helyettesíthetik egymást.Példaként említhető a Coca-Cola és a Pepsi; ezeknek a javaknak a felcserélhetősége annak köszönhető, hogy hasonló célt szolgálnak, azaz kielégítik a fogyasztók üdítőital iránti vágyát. Az ilyen típusú helyettesítőket szoros helyettesítőknek is nevezhetjük.
A helyettesítő áruk olyan árucikkek, amelyeket a fogyasztók más termékek helyett keresnek.
A közgazdaságtan szerint két árut akkor tekinthetünk közeli helyettesítőknek, ha három feltétel teljesül:
1. A termékek azonos vagy hasonló teljesítményjellemzőkkel rendelkeznek.
2. A termékek azonos vagy hasonló felhasználási alkalmakra szolgálnak.
3. A termékek ugyanazon a földrajzi területen kerülnek értékesítésre.

1. ábra: Ha az ,nő, akkor a kereslet is növekszik.

A teljesítményjellemzők leírják, hogy mit tesz a termék a vásárlóért; vagyis hogyan elégíti ki a vásárlók igényeit vagy vágyait.Például egy ital oltja a fogyasztó "szomját".
Egy termék használati alkalma leírja, hogy mikor, hol és hogyan használják. Például, a narancslé és az üdítők mindkettő italok, de a fogyasztók különböző alkalmak során használják őket (pl. reggelinél vs. a nap folyamán).
Két termék különböző földrajzi piacon van, ha különböző helyeken értékesítik őket, ha drága a termékek szállítása, vagy ha drága a fogyasztók számára, hogy utazzanak és megvásárolják azokat.
Csak akkor, ha a két termék megfelel a három feltételnek, minősülnek közeli helyettesítőnek a gazdasági elmélet szerint. A helyettesítő termék ellentétje a kiegészítő termék, ezek olyan termékek, amelyek egymástól függenek. Például a gabonapehely és a tej kiegészítő termékek.
Példaként a helyettesítő termékekre a tea és a kávé szolgálhat. Ez a két termék megfelel a három feltételnek: a tea és a kávé hasonló teljesítményjellemzőkkel rendelkezik (oltják a szomjat), mindkettő hasonló alkalmak során használatos (reggel) és általában ugyanabban a földrajzi területen kaphatók (a vásárlók mindkettőt megvásárolhatják a helyi szupermarketben). Néhány más gyakori példa a margarin és a vaj, valamint a McDonald's és a Burger King.
Formálisan, az 𝑥 𝑗 jószág akkor helyettesítője az 𝑥 𝑖 jószágnak, ha az 𝑥 𝑖 árának emelkedésével az 𝑥 𝑗 iránti kereslet nő, lásd 1. ábra.
Legyen 𝑝 𝑖 az 𝑥 𝑖 jószág ára. Ekkor 𝑥 𝑗 helyettesítője 𝑥 𝑖 jószágnak, ha: ∂{\displaystyle {\frac {\partial x_{j}}{\partial p_{i}}}>0}.
Az, hogy egy termék helyettesíthető egy másikért, azonnali gazdasági következményekkel jár: amennyiben egy termék helyettesíthető egy másikért, a két termék iránti kereslet összekapcsolódik, mivel a vásárlók kicserélhetik az egyik terméket a másikra, ha ez előnyösnek bizonyul. A keresztpiaci rugalmasság segít megérteni a két termék helyettesíthetőségének mértékét. Egy termék árának emelkedése növeli a helyettesítők iránti keresletet, míg egy termék árának csökkenése csökkenti a helyettesítők iránti keresletet, lásd a 2. ábrát.

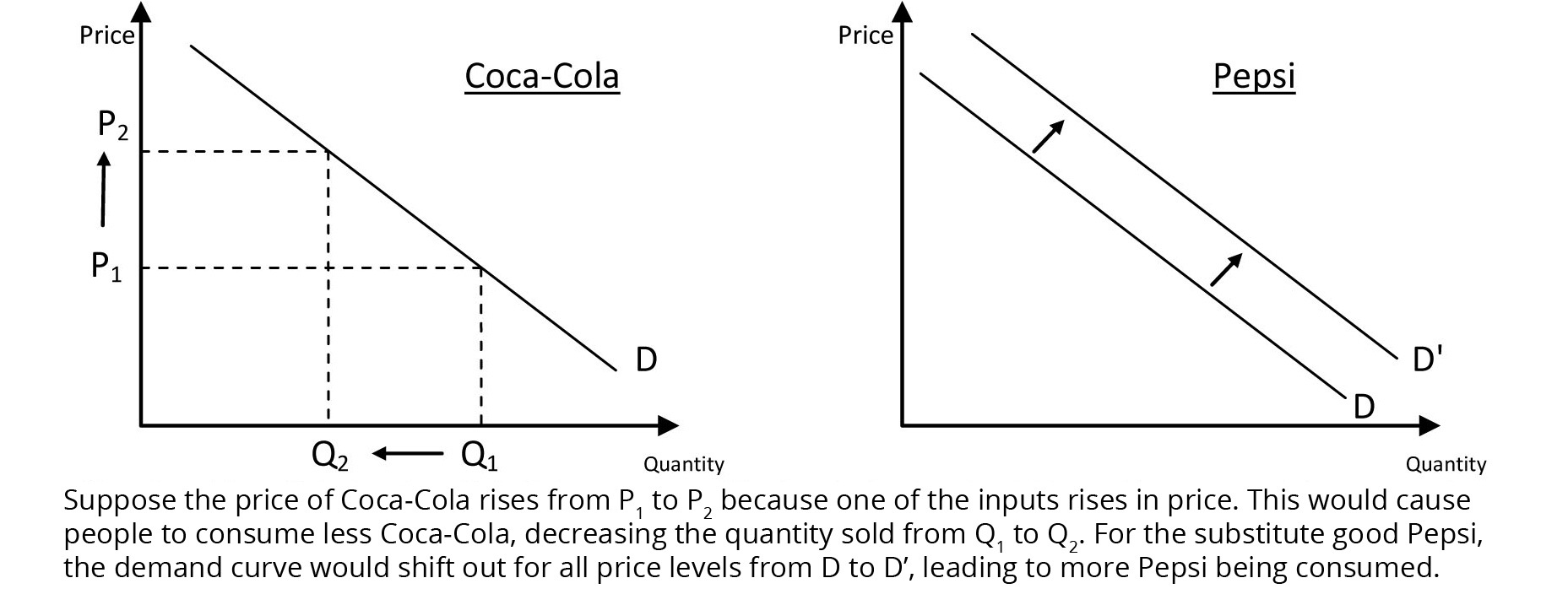
2. ábra: Grafikus példa helyettesítő árukra

3. ábra: Tökéletes helyettesítők hasznossági függvényei.

A keresztpiaci kereslet rugalmassága (Ex ,y) az alábbi képlettel számolható:
Ex, y = (Változás Good X keresletében százalékban) / (Good Y árának változása százalékban)
A keresztpiaci rugalmasság lehet pozitív vagy negatív attól függően, hogy a termékek kiegészítők vagy helyettesítők-e. Egy helyettesítő termék esetén a keresztpiaci kereslet rugalmassága pozitív. Ez azt jelenti, hogy ha az 𝑥 𝑗 jószág egy 𝑥 𝑖 jószág helyettesítője, akkor az 𝑥 𝑖 árának emelkedése balra haladó mozgást eredményez az 𝑥 𝑖 keresleti görbéjén, és a 𝑥 𝑗 keresleti görbéjét ki fogja tolni. Az 𝑥 𝑖 árának csökkenése jobbra haladó mozgást fog eredményezni az 𝑥 𝑖 keresleti görbéjén, és a 𝑥 𝑗 keresleti görbéjét befelé fogja elmozdítani. Ezenkívül a tökéletes helyetteseknek magasabb a keresztpiaci rugalmassága, mint a tökéletlen helyetteseké.

### Tökéletes és nem tökéletes helyettesítők

#### Tökéletes helyettesítők
A tökéletes helyettesek olyan termékpárra utalnak, amelyek használata megegyezik egymással. Ebben az esetben a két termék kombinációjának hasznossága az egyes termékek mennyiségének összegének növekvő függvénye. Vagyis minél többet fogyaszt a fogyasztó (összesen), annál magasabb szintű hasznosságot ér el, lásd a 3. ábrát.
A tökéletes helyettesek esetében egyenes hasznossági függvény és állandó pótlási ráta jellemzi őket, lásd a 3. ábrát. Ha az X és Y termékek tökéletes helyettesek, akkor bármely eltérő fogyasztási csomag eredményezné, hogy a fogyasztó ugyanazt a hasznossági szintet kapja minden ponton az egyenlőtlenségi görbén (hasznossági függvény). Legyen egy fogyasztási csomagot jelképezve (X,Y), akkor a tökéletes helyettesek fogyasztója ugyanazt a hasznossági szintet kapná (20,10)-ből vagy (30,0)-ból.
A tökéletes helyettesek fogyasztói kizárólag az árak alapján hozzák meg racionális döntéseiket. Nyilvánvalóan a fogyasztó a legolcsóbb csomagot fogja választani, hogy maximalizálja nyereségét. Ha a termékek árai különböznek, akkor nem lenne kereslet a drágább termék iránt. A tökéletes helyettesek termékeinek gyártói és eladói közvetlenül versenyeznek egymással, azaz közvetlenül az ár versenyben vannak.
Egy példa a tökéletes helyettesekre a vaj két különböző gyártójának termékei; a gyártó lehet más, de a céljuk és felhasználásuk ugyanaz.
A tökéletes helyetteseknek magas a keresztrugalmas kereslete. Például, ha a Country Crock és az Imperial margarin ugyanazért az összegért ugyanazt az árat tartalmazza, de az egyik márka megemeli az árát, az eladásai bizonyos mértékben csökkenni fognak. Válaszként a másik márka eladásai ugyanennyivel növekednek.
A tökéletlen helyettesek, más néven közeli helyettesek, kisebb mértékű helyettesíthetőséggel rendelkeznek, és ezért a fogyasztó közömbösségi görbéjén változó pótlási ráta mutatkozik. A görbe pontjai ugyanazt a hasznossági szintet kínálják, mint korábban, de a kompenzáció a helyettesítés kezdőpontjától függ. Ellentétben a tökéletes helyettesekkel (ld. 4. ábra), a tökéletlen helyettesek közömbösségi görbéi nem lineárisak, és a pótlási ráta különböző kombinációk esetén különbözik a görbén.[forrás?]
A közeli helyettesek hasonló termékek, amelyek ugyanarra a célközönségre irányulnak, és kielégítik ugyanazokat az igényeket, de kis különbségek vannak a jellemzőik között. A közeli helyettes termékek eladói ezért közvetett versenyben állnak egymással.
Az italok kiváló példát jelentenek a nem tökéletesen helyettesíthető termékekre. Ahogy a Coca-Cola ára emelkedik, elvárható, hogy a fogyasztók áttérjenek a Pepsi-re. Azonban sok fogyasztó előnyben részesíti az egyik márkát a másikkal szemben. Azok a fogyasztók, akik az egyik márkát részesítik előnyben a másikkal szemben, nem cserélnek egy az egyben köztük. Inkább egy olyan fogyasztó, aki például a Coca-Colát részesíti előnyben, hajlandó több Pepsi-t cserélni kevesebb Coca-Cola-ra, más szóval, a Coca-Colát előnyben részesítő fogyasztók hajlandóak többet fizetni.
A tökéletlen helyetteseknek alacsony a keresztrugalmas kereslete. Ha két gabonapehely márka azonos áron van, mielőtt az egyik árát emelnék, elvárható, hogy az adott márka eladásai csökkenjenek. Azonban az eladások nem nőnek ugyanolyan mértékben a másik márka esetében, mivel sok olyan gabonapehely típus van, amelyek egyenlően helyettesíthetőek az árat emelő márka számára; a fogyasztói preferenciák határozzák meg, hogy melyik márka veszi át a veszteségeit.

### Bruttó és nettó helyettesítők
Ha két termék tökéletlen helyettesek, akkor közgazdászok megkülönböztethetik őket bruttó helyettesekként vagy nettó helyettesekként. Az 𝑥 𝑗 jószág bruttó helyettes az 𝑥 𝑖 jószág számára, ha a 𝑥 𝑖 jószág ára nő, akkor a 𝑥 𝑗 jószágra fordított kiadás is nő, ahogyan azt fentebb is leírtuk. A bruttó helyetteség nem szimmetrikus kapcsolat. Még akkor sem igaz, hogy az 𝑥 𝑖 jószág bruttó helyettes az 𝑥 𝑗 jószág esetében, ha az 𝑥 𝑗 bruttó helyettes az 𝑥 𝑖 jószág esetében.
Két termék nettó helyettesek, ha az X termék kereslete nő, amikor az Y termék ára nő, és az helyettesből származó haszon állandó marad.
A 𝑥 𝑖 és 𝑥 𝑗 termékeket nettó helyetteseknek nevezik, ha
{\displaystyle \left.{\frac {\partial x_{j}}{\partial p_{i}}}\right|_{u=const}>0}
Tehát a termékek nettó helyettesek, ha egymás helyettesei egy állandó hasznosságfüggvény alatt. A nettó helyetteségnek az a kívánatos tulajdonsága van, hogy, ellentétben a bruttó helyetteséggel, szimmetrikus:
{\displaystyle \left.{\frac {\partial x_{j}}{\partial p_{i}}}\right|_{u=const}=\left.{\frac {\partial x_{i}}{\partial p_{j}}}\right|_{u=const}}
Vagyis, ha a jószág 𝑥 𝑗 nettó helyettese a jószágnak 𝑥 𝑖 , akkor a jószág 𝑥 𝑖 is szintén nettó helyettes a jószágnak 𝑥 𝑗 . A nettó helyetteség szimmetriája mind intuitív vonzó, mind elméletileg hasznos.
A közös félreértés az, hogy a versenyképes egyensúly nem létezik azoknál a termékeknél, amelyek nettó helyettesek. Ahogy a legtöbbször a termékek bruttó helyettesek, valószínűleg nettó helyettesek is lesznek, ezért a legtöbb bruttó helyettes preferencia támogatja a versenyképes egyensúlyt, ami ugyanúgy példája lehet a nettó helyetteseknek. Ez a félreértés tovább tisztázható azzal, hogy megvizsgáljuk a nettó helyettesek természetét, amely létezik egy tisztán hipotetikus helyzetben, ahol egy kitalált entitás beavatkozik az jövedelmi hatás lezárásával és egy állandó hasznosságfüggvény fenntartásával. Ez ellentmond a versenyképes egyensúlynak, ahol ilyen beavatkozás nem történik. Az egyensúly decentralizált, és a termelők és fogyasztók feladata, hogy meghatározzák és elérjék az egyensúlyi árat.

### Kategórián belüli és kategóriák közötti helyettesítők
A kategórián belüli helyettesek olyan termékek, amelyek ugyanabba a taxonómiai kategóriába tartoznak, például közös jellemzőket megosztó termékek (pl. csokoládé, székek, kombi autók).
A kategóriák közötti helyettesek olyan termékek, amelyek különböző taxonómiai kategóriákba tartoznak, de kielégíthetik ugyanazt a célt. Például egy személy, aki csokoládét szeretne, de nem tud szerezni, inkább fagyit vásárol, hogy kielégítse az édesség célját.
Azon, hogy a termékek kategóriák közötti vagy kategóriák közötti helyettesek-e, jelentősen befolyásolja a fogyasztók által nyújtott hasznosságot. Az élelmiszerek esetében az emberek erős preferenciát mutatnak a kategórián belüli helyettesek iránt a kategóriák közötti helyettesekkel szemben, annak ellenére, hogy a kategóriák közötti helyettesek hatékonyabban elégítenék ki a fogyasztók igényeit. Tíz különböző élelmiszerkészleten át 79,7% -a a kutatás résztvevőinek úgy vélte, hogy a kategórián belüli helyettes jobban kielégítené vágyukat, mint egy kategóriák közötti helyettes. Például nem tudva beszerezni a kívánt Godiva csokoládét, a többség azt jelentette, hogy inkább fogyasztana egy márkás csokoládét (egy kategórián belüli helyettes) egy csokis müzliszelet helyett (egy kategóriák közötti helyettes). Az ezen belüli kategóriák iránti preferencia azonban tévesnek tűnik. Mivel a kategórián belüli élelmiszerek hasonlóbbak a hiányzó élelmiszerhez, azok alulértékelt volta inkább észrevehető. Ez negatív kontraszt-hatást eredményez, és a kategórián belüli helyettesek kevésbé kielégítő helyettesek lesznek, mint a kategóriák közöttiek, hacsak a minőség nem hasonlítható össze.

### Egységigény szerinti áruk
Az egy egységű keresletű termékek olyan termékkategóriák, amelyekből a fogyasztó csak egyetlen példányt szeretne. Ha a fogyasztónak két ilyen egységként kezelt terméke van, akkor a hasznossága a két termék közül a nagyobb hasznosságot jelenti. Például, ha egy fogyasztó közlekedési eszközt szeretne, az lehet autó vagy bicikli. A fogyasztó előnyben részesíti az autót a biciklivel szemben. Ha a fogyasztónak mindkettő van, akkor csak az autót használja. Az egység-elasticitású kereslet gazdasági elmélete az ár és a mennyiség közötti fordított összefüggést szemlélteti. Az egy egységű keresletű termékek mindig helyettesek.

## Tökéletes és monopolisztikus piaci struktúrákban

### Tökéletes verseny
A tökéletes verseny kizárólag azon alapul, hogy a vállalatok egyenlő feltételekkel és folyamatosan azoknak a feltételeknek a megvalósítását követik, függetlenül a piac méretétől. A tökéletes verseny egyik követelménye, hogy a versengő vállalatok által kínált termékek tökéletesen helyettesítsék egymást. A különböző vállalatok által értékesített termékek között minimális különbségek vannak a képességekben, jellemzőkben és árakban. Így a vásárlók nem tudnak megkülönböztetni termékeket fizikai jellemzők vagy nem kézzelfogható értékek alapján. Ha ez a feltétel nem teljesül, akkor a piacot termékek differenciálják. A tökéletes verseny ideális piaci modell, és a valóságban nem létezik. Azonban a tökéletes helyettesíthetőség jelentős a deregulációs korszakban, mert általában több versenytárs (pl. áramszolgáltatók) kínálja ugyanazt a terméket, ami agresszív árversenyt eredményez.

### Monopolisztikus verseny
A monopol verseny olyan iparágat jellemez, ahol sok vállalat kínál olyan termékeket vagy szolgáltatásokat, amelyek közel, de nem tökéletesen helyettesítik egymást. A monopolisztikus vállalatoknak kevés befolyásuk van a kínálat korlátozására vagy az árak emelésére a profit növelése érdekében. Ezért a vállalatok megpróbálják differenciálni terméküket a márkaépítés és a marketing segítségével, hogy magasabb piaci hozamokat érjenek el. Néhány közös példa a monopolisztikus iparágak közé tartozik az üzemanyag, a tej, az internetkapcsolat (ISP-szolgáltatások), az elektromos energia, a telefónia és a repülőjegyek. Mivel a vállalatok hasonló termékeket kínálnak, a kereslet nagyon rugalmas a monopolisztikus versenyben. Ennek eredményeként a fogyasztók árszint változásokra nagyon érzékenyen reagálnak, és áttérnek a legolcsóbb alternatívára az áremelkedések következtében. Ezt nevezik átváltási költségeknek, vagyis gyakorlatilag azoknak az áldozatoknak, amelyeket a fogyasztók hajlandóak feladni.

## Piaci hatások
Michael Porter alkotta meg a "Porter öt erő" elnevezésű elemzési modellt, hogy elemezze egy iparág vonzerejét és valószínűsíthető jövedelmezőségét. A versenyképes rivalizálás mellett, a vásárlói hatalom, a beszállítói hatalom és az új belépők fenyegetése mellett Porter az árualapú fenyegetést az öt fontos ipari erő egyikének azonosítja. Az árualapú fenyegetés arra utal, hogy mennyire valószínű, hogy a vásárlók alternatív termékeket találnak vásárlásra. Ha elérhetőek a közeli helyettesítők, a vásárlók könnyen és gyorsan elhagyhatják egy vállalat termékének megvásárlását, más alternatívákat keresve. Ez gyengítheti egy vállalat hatalmát, ami hosszú távú jövedelmezőségét fenyegeti. Az árualapú felcserélés kockázata akkor tekinthető magasnak, amikor:
- Az ügyfeleknek minimális váltási költségeik vannak két elérhető helyettes között.
- A közeli helyettes által kínált minőség és teljesítmény magasabb színvonalú.
- A termék vásárlóinak alacsony a hűségük a márka vagy a termék iránt, ezért érzékenyebbek az árváltozásokra.

1. A close/perfect substitute árucikkeket tartalmazó piacokon nagy ingadozás tapasztalható az árakban. Ez az ingadozás negatívan érinti a termelők nyereségét, mivel azokban a piacokban lehet magasabb nyereséget elérni, ahol kevesebb helyettesítő termék található. Más szóval, a tökéletes helyettesítők miatt a nyereség nullához csökken a tökéletesen versenyképes piacok egyensúlyában.
2. A helyettesítő árucikkek rendelkezésre állásának intenzív versenye következtében alacsony minőségű termékek jelenhetnek meg. Mivel az árak csökkentésével próbálnak nagyobb részesedést szerezni a piacon, a vállalatok igyekeznek csökkenteni erőforrásfelhasználásukat, ami viszont csökkenti költségeiket.
3. A közel/tökéletes helyettesekkel rendelkező piacokon a vásárlóknak széles választékuk van. Ahogy nő a helyettesítők száma, úgy nő az is, hogy minden fogyasztó kiválaszthatja a számára megfelelő terméket. Más szóval, a fogyasztók magasabb összesített hasznot érhetnek el a helyettesítő termékek rendelkezésre állása révén.

## Fordítás
Ez a szócikk részben vagy egészben  a   Substitute good című angol Wikipédia-szócikk ezen változatának fordításán alapul.  Az eredeti cikk szerkesztőit annak laptörténete sorolja fel. Ez a jelzés csupán a megfogalmazás eredetét és a szerzői jogokat jelzi, nem szolgál a cikkben szereplő információk forrásmegjelöléseként.